# Remetea Chioarului
Remetea Chioarului (in ungherese Kővárremete) è un comune della Romania di 2 872 abitanti, ubicato nel distretto di Maramureș, nella regione storica della Transilvania. 
Il comune è formato dall'unione di 5 villaggi: Berchez, Berchezoaia, Posta, Remecioara, Remetea Chioarului.
Nel villaggio di Berchezoaia si trovano i ruderi della Cetatea Chioarului, una cittadella fortificata con funzioni di sorveglianza del passaggio costruita nel XIII secolo e distrutta nel 1718.
Altro interessante monumento è la chiesa lignea greco-cattolica dei SS. Arcangeli (Sfinții Arhangheli), costruita nel 1800; di pianta rettangolare, con un'abside molto sporgente, si caratterizza per un grande campanile e per un pronao sostenuto da colonne.